# 松平直平
松平 直平（まつだいら なおひら、1869年6月18日〈明治2年5月9日〉- 1939年〈昭和14年〉7月30日）は、明治時代から昭和時代前期の華族、実業家、政治家。貴族院子爵議員。旧松江藩主松平定安の四男。旧広瀬藩主松平直巳の養子。通称は篤郎。

## 経歴
1874年（明治7年）2月、松平直巳の養子となり、1876年（明治9年）4月6日に直巳が隠居したため、同日に家督を相続した。1884年（明治17年）7月8月、子爵を叙爵。1897年（明治30年）7月10日より貴族院議員を務めた。会派は研究会に所属した。1939年7月9日に任期満了で退任し、同月30日に死去した。
そのほか、鉄道会議議員、経済調査会委員、東洋拓殖監事、同理事、日本畜産取締役、八千代生命保険取締役なども務めた。

## 栄典
- 1934年（昭和9年）5月15日 - 従二位[8]
- 1938年（昭和13年）2月11日 - 金杯一個[9]

## 親族
- 先妻 - 松平久（中山信徴子爵八女、田中喜之助養女）[2]
- 継妻 - 松平幸子（戸田氏共伯爵三女）[2]
- 養子 - 松平近義（亀井茲常伯爵の三男、東北大学教授）[2]